# Lambert de Buren
Pour les articles homonymes, voir de Buren.
Lambert de Buren (mort le 17 juillet 1399 à Forchheim) est principalement prince-évêque de Bamberg de 1374 à 1399.

## Biographie
Lambert de Buren vient d'une famille du nord de l'Alsace, probablement une maison (de) de Niederbronn-les-Bains. À Spire et à Bamberg, d'autres membres auront des postes importants comme son neveu Jean, évêque de Wurtzbourg.
Lambert est en 1354 abbé de Gengenbach, dans la Forêt-Noire, qui appartient à l'évêché de Bamberg. En 1363, il devient évêque de Bressanone puis de Spire de 1364 à 1371 et de Strasbourg de 1371 à 1374. Il abandonne sa dignité d'abbé de Gengenbach quand il devient évêque de Bamberg. À Spire, il doit faire à la contre-élection d'Eberhard von Randeck (de), le diacre de la cathédrale, qui abandonne ses velléités en 1365.
Au moment de son élection comme évêque de Bamberg, Grégoire XI est pape et Charles IV, empereur des Romains. Lambert est un proche de l'empereur puis sera le chancelier de son fils Venceslas.
Lambert parvient à conserver la paix (de) avec ses ennemis politiques : la principauté épiscopale de Wurtzbourg, le burgraviat de Nuremberg, la Marche de Misnie, la maison de Schwarzbourg et avec le duc Albert III d'Autriche pour sécuriser les possessions en Carinthie.
La chartreuse de Nuremberg est fondée en 1381. En 1395, il fonde également l'hôpital Elisabeth à Scheßlitz. Il contribue fortement à la construction du château de Forchheim (de).
En 1390, Lambert de Buren met fin à un conflit de succession avec la maison de Truhendingen (de) à propos du château de Giech (de) et prend possession de domaines à l'est de Bamberg, notamment l'abbaye de Langheim.
En janvier 1399, il démissionne de son poste et meurt quelques mois plus tard.

### Source, notes et références
- (de) Cet article est partiellement ou en totalité issu de l’article de Wikipédia en allemand intitulé « Lamprecht von Brunn » (voir la liste des auteurs).